# Persone di nome Magdalena
| Questa pagina contiene informazioni ricavate automaticamente dalle voci biografiche con l'ausilio del template Bio e di un bot. L'aggiornamento è periodico e automatico e ricostruisce completamente la pagina. Se manca una persona in questa lista, sei pregato di non aggiungerla, ma accertati piuttosto che la sua voce biografica contenga il template Bio e che i dati anagrafici siano correttamente compilati. Se il template Bio manca, inseriscilo tu stesso o, in alternativa, metti l'avviso {{tmp\|Bio}} che ne segnala la mancanza. Se i dati riportati sono sbagliati, correggi direttamente la voce biografica; le modifiche saranno visibili in questa lista entro pochi giorni. Per chiarimenti vedi il progetto antroponimi. La lista contiene solo le 66 persone che sono citate nell'enciclopedia e per le quali è stato implementato correttamente il template Bio. Pagina aggiornata al 22 lug 2025. |

Questa è una lista di persone presenti nell'enciclopedia che hanno il nome Magdalena, suddivise per attività principale.

## Astronome(1)
- Magdalena Zeger, astronoma e astrologa tedesca (n. 1491 - Kolding, † 1568)

## Attrici(3)
- Imperio Argentina, attrice, cantante e ballerina argentina (Buenos Aires, n. 1910 - Torremolinos, † 2003)
- Magdalena Grochowska, attrice polacca (Varsavia, n. 1978)
- Magdalena Mielcarz, attrice e modella polacca (Varsavia, n. 1978)

## Biatlete(3)
- Magdalena Grzywa, ex biatleta polacca (Czernichów, n. 1979)
- Magdalena Gwizdoń, ex biatleta polacca (Cieszyn, n. 1979)
- Magdalena Neuner, ex biatleta tedesca (Garmisch-Partenkirchen, n. 1987)

## Calciatrici(2)
- Magdalena Eriksson, calciatrice svedese (Stoccolma, n. 1993)
- Magdalena Sobal, calciatrice polacca (n. 2004)

## Canoiste(1)
- Magdalena Wunderlich, ex canoista tedesca (n. 1952)

## Canottiere(3)
- Magdalena Fularczyk, canottiera polacca (Wąbrzeźno, n. 1986)
- Magdalena Georgieva, ex canottiera bulgara (Plovdiv, n. 1962)
- Magdalena Lobnig, canottiera austriaca (St. Veit an der Glan, n. 1990)

## Cantanti(4)
- Bovska, cantante polacca (Varsavia, n. 1985)
- Magda Femme, cantante polacca (Łask, n. 1971)
- Magdalena Tul, cantante polacca (Danzica, n. 1980)
- Magdalena Welc, cantante polacca (Lublino, n. 1998)

## Cestiste(4)
- Magdalena Jerebie, ex cestista rumena (Sâncrăieni, n. 1963)
- Magdalena Leciejewska, ex cestista polacca (Grodzisk Wielkopolski, n. 1986)
- Magdalena Moise, ex cestista rumena (Râmnicu Vâlcea, n. 1968)
- Magdalena Székely, ex cestista rumena (n. 1956)

## Contralti(1)
- Magda Spiegel, contralto austro-ungarico (Praga, n. 1887 - Auschwitz, † 1944)

## Drammaturghe(1)
- Magdalena Barile, drammaturga e sceneggiatrice italiana (Monticelli d'Ongina, n. 1978)

## Ginnaste(1)
- Magdalena Schmidt, ex ginnasta tedesca (Lauchhammer, n. 1949)

## Giornaliste(1)
- Magdalena Ruiz Guiñazú, giornalista e scrittrice argentina (Buenos Aires, n. 1935 - Buenos Aires, † 2022)

## Imprenditrici(1)
- Magdalena Martullo-Blocher, imprenditrice e politica svizzera (Männedorf, n. 1969)

## Incisori(1)
- Magdalena van de Passe, incisore e disegnatrice olandese (Colonia, n. 1600 - Utrecht, † 1638)

## Judoka(1)
- Magdalena Krssakova, judoka austriaca (n. 1994)

## Matematiche(1)
- Magdalena Mouján, matematica e scrittrice argentina (Pehuajó, n. 1926 - Mar del Plata, † 2005)

## Mezzosoprani(1)
- Magdalena Kožená, mezzosoprano ceca (Brno, n. 1973)

## Modelle(3)
- Magdalena Frąckowiak, supermodella polacca (Danzica, n. 1984)
- Magdalena Graaf, modella e cantante svedese (Göteborg, n. 1975)
- Magdalena Wrobel, supermodella polacca (Sopot, n. 1975)

## Nobildonne(1)
- Magdalena Sibylla von Neitschütz, nobildonna tedesca (n. 1675 - Dresda, † 1694)

## Nuotatrici(2)
- Leni Lohmar, nuotatrice tedesca (n. 1914 - † 2006)
- Marleen Veldhuis, ex nuotatrice olandese (Borne, n. 1979)

## Pallavoliste(4)
- Magdalena Saad, pallavolista polacca (Łódź, n. 1985)
- Magdalena Stysiak, pallavolista polacca (Turów, n. 2000)
- Magdalena Szryniawska, ex pallavolista polacca (Maków, n. 1969)
- Magdalena Wawrzyniak, ex pallavolista polacca (Myszków, n. 1990)

## Pentatlete(1)
- Magdalena Sędziak, pentatleta polacca (n. 1976)

## Pittrici(2)
- Frida Kahlo, pittrice messicana (Città del Messico, n. 1907 - Città del Messico, † 1954)
- Magdalena Radulescu, pittrice rumena (Râmnicu Vâlcea, n. 1902 - Parigi, † 1983)

## Politiche(4)
- Magdalena Adamowicz, politica polacca (Słupsk, n. 1973)
- Magda Aelvoet, politica belga (Steenokkerzeel, n. 1944)
- Magdalena Matte, politica e ingegnera cilena (Santiago del Cile, n. 1950)
- Magdalena Ogórek, politica polacca (Rybnik, n. 1979)

## Schermitrici(5)
- Magdalena Bartoș, ex schermitrice rumena (Bucarest, n. 1954)
- Magdalena Grabowska, schermitrice polacca (n. 1980)
- Magdalena Jeziorowska, ex schermitrice polacca (n. 1970)
- Magdalena Mroczkiewicz, schermitrice polacca (Danzica, n. 1979)
- Magdalena Piekarska, schermitrice polacca (Varsavia, n. 1986)

## Sciatrici alpine(5)
- Magdalena Egger, sciatrice alpina austriaca (n. 2001)
- Magdalena Eisath, ex sciatrice alpina italiana (Bolzano, n. 1986)
- Magdalena Fjällström, ex sciatrice alpina svedese (n. 1995)
- Magdalena Kappaurer, ex sciatrice alpina austriaca (n. 2000)
- Magdalena Łuczak, sciatrice alpina polacca (Łódź, n. 2001)

## Scrittrici(4)
- Magdalena Parys, scrittrice, giornalista e traduttrice polacca (Danzica, n. 1971)
- Malla Silfverstolpe, scrittrice svedese (Uusimaa, n. 1782 - Uppsala, † 1861)
- Madelon Székely-Lulofs, scrittrice e traduttrice olandese (Surabaya, n. 1899 - Santpoort, † 1958)
- Magdalena Tulli, scrittrice, traduttrice e psicologa polacca (Varsavia, n. 1955)

## Scultrici(1)
- Magdalena Jetelová, scultrice e fotografa ceca (Semily, n. 1946)

## Slittiniste(1)
- Magdalena Matschina, slittinista tedesca (n. 2005)

## Tenniste(3)
- Magdalena Fręch, tennista polacca (Łódź, n. 1997)
- Magdalena Grzybowska, ex tennista polacca (Poznań, n. 1978)
- Magdalena Maleeva, ex tennista bulgara (Sofia, n. 1975)